# فاصله (نشانه‌گذاری)
فاصله( ) در نوشتن به معنای یک فضای خالی است که وظیفه آن جداسازی هجا، حروف، کلمات و جملات نوشته شده و چاپی می‌باشد.قوانین فاصله در زبان‌های مختلف متفاوت است و در برخی زبان‌ها قوانین فاصله پیچیده‌تر است.